# Línea L (Metrocable de Medellín)
La Linea L del Metrocable de Medellín es una línea de teleférico utilizada como sistema de transporte turístico, inaugurada el 9 de febrero de 2010. Su trazado atraviesa la zona nororiental del municipio de Medellín de oriente a occidente y viceversa, en una longitud total de 4,6 km, de forma elevada. Posee una capacidad máxima de 1.200 pasajeros hora sentido, 55 telecabinas, un tiempo de recorrido de 15 minutos con una frecuencia máxima de 14 segundos entre telecabinas y una velocidad comercial de 18 km/h. Cuenta con dos estaciones, una de ellas con integración a otra línea, una elevada y una a nivel. Sirve directamente a la comuna de Popular con una estación y al corregimiento de Santa Elena con una estación.
La Línea L se eleva 822 metros, sorteando una pendiente promedio del 15% y una pendiente máxima de 58%, apoyándose en 23 pilonas con una altura mínima de 6,4 metros y una máxima de 27 metros.

## Recorrido
La Línea L es una de las seis líneas del Metrocable de Medellín operado por el Metro de Medellín y la tercera en ser inaugurada el día 9 de febrero de 2010. Cuenta con 2 estaciones, 1 de ellas con integración y posee una longitud total de 4,6 km.

## Estaciones
La línea L del Metrocable de Medellín cuenta con dos estaciones de teleféricos, una de ellas se encuentra en el municipio de Medellín y la otra en el corregimiento de Santa Elena. La totalidad de las estaciones están adaptadas para facilitar el ingreso a personas de movilidad reducida (PMR).
A continuación, el listado de las estaciones de la línea L de occidente a oriente. En negrita, estaciones de combinación con otras líneas del SITVA.
| Estación            | Inauguración         | Comuna                       | Dirección           | Interconexión | Tipo de estación            | Posición |
| ------------------- | -------------------- | ---------------------------- | ------------------- | ------------- | --------------------------- | -------- |
| Arví                | 9 de febrero de 2010 | Corregimiento de Santa Elena | El Tambo            | —             | Terminal                    | A nivel  |
| Santo Domingo Savio | 7 de agosto de 2004  | Número 1 Popular             | Carrera 51A # 46-08 |               | Terminal y de interconexión | Elevada  |